# ÖBB 1979 sorozat
Az ÖBB 1979 sorozat, korábbi nevén a BBÖ 1479 sorozat egy Bo'Bo' tengelyelrendezésű osztrák villamosmozdony-sorozat volt. 1913 és 1916 között gyártotta a Ganz vállalatok. Összesen négy db készült belőle.